# Pieter Lauwers
Pieter Joris Lauwers (°1760) was burgemeester van de stad Torhout in België.

## Levensloop
Lauwers was beroepshalve handelaar. Hij trouwde in 1791 met Monica de Brouckère (1760-1852), een zus van Charles de Brouckère (senior). Via de Brouckère was er heel wat verwantschap met de leidende Torhoutse families Fraeys, Ossieur, de Gheldere, Ocket, Van Oye, Serruys.
Hij werd burgemeester van Torhout.
Lauwers had als een van zijn kinderen Jean-Baptiste Lauwers (°1792) die trouwde met Caroline Ocket (°1795). Hun zoon was Julianus Lauwers (°1822), notaris in Ingelmunster die trouwde met Marie-Louise Van Dorpe (°1828). Zij waren de ouders van de arts Emiel Lauwers (1858-1921) en van de sociale voorman en priester Achiel Lauwers (1864-1910).